# Palast der Republik – Haus des Volkes
Palast der Republik – Haus des Volkes ist ein Dokumentarfilm des DEFA-Studios für Dokumentarfilme von Horst Winter aus dem Jahr 1976.

## Handlung
Bevor es um den Palast der Republik geht, werden mehrere historische Dokumentarfilmaufnahmen vom Marx-Engels-Platz gezeigt, die beweisen sollen, dass er schon immer ein wichtiger Platz für die deutsche Arbeiterklasse war. Aber auch als Platz der internationalen Solidarität machte er sich einen Namen, als dort die Abschlusskundgebung der X. Weltfestspiele der Jugend und Studenten stattfand.
Am 13. August 1973 war Baubeginn des Gebäudes im Stadtzentrum von Ost-Berlin, in dem nach Fertigstellung politische Beratungen, Kultur, Kunst und Geselligkeit stattfinden sollten. Die Baugrube war 180 Meter lang, 110 Meter breit und 12 Meter tief. 210 Tausend Kubikmeter Erdreich waren auszuheben und abzutransportieren. Unterstützt wurden die Bauarbeiter durch Angehörige der Nationalen Volksarmee und der Sowjetarmee. Im Spätherbst 1973 begann das Fundament, tiefer als die Spree gelegen, zu wachsen. Die Grundsteinlegung erfolgte am 2. November 1973, bei der der junge Tiefbauarbeiter Klaus Kuchenbäcker den Inhalt der Kassette aufzählte, bevor er diese an Erich Honecker übergab. Der Inhalt bestand aus einem Neuen Deutschland und der Berliner Zeitung vom 22. Mai 1973, Zeitungen vom 2. November 1973 und der letzten Woche, Bauzeichnungen und Ablaufplänen sowie einen Satz Münzen. Dann wurden die acht Gleitkerne für die Treppen und Aufzüge, mit einem Wachstum von 20 cm in der Stunde, errichtet. Stahlbauer aus der gesamten DDR begannen anschließend mit ihrem Werk. Um die einzelnen Bauteile, die teilweise über 500 Tonnen wogen, an ihre vorgesehenen Einbaustellen zu bringen, wurden eigens neue Geräte entwickelt. Am 18. November 1974 wurde die Richtkrone dem Haus aufgesetzt.
An der Außenwand waren 4700 Quadratmeter weißer Marmor zu verlegen, tausende Kugelleuchten wurden montiert. Der Innenausbau ging zügig voran, modernste automatische Steuerungs- und Regelanlagen für die Bühnentechnik, für Film, Rundfunk und Fernsehen wurden eingebaut, wozu viele Spezialisten benötigt wurden. In 13 Restaurants, in denen 1500 Sitzplätze zur Verfügung standen, mussten eingerichtet werden, bis dann endlich in allen Räumen die Probeläufe beginnen konnten. Der Leiter des Bauvorhabens Prof. Dr. Erhardt Gißke und der Chefarchitekt Heinz Graffunder zogen noch einmal Bilanz und dankten den am Bau Beschäftigten, bevor zur Musik des Berliner Sinfonie-Orchesters zum Abschluss des Films Aufnahmen aus dem fertiggestellten Palast der Republik gezeigt wurden.

## Produktion und Veröffentlichung
Ein Premierentermin des auf ORWO-Color mit einigen Schwarzweißfilm-Sequenzen gedrehten Films konnte nicht gefunden werden. Der Film ist als DVD erhältlich.